# Sophie Ward
Sophie Anna Ward (Londres, 30 de Dezembro de 1964) é uma atriz ex-modelo britânica, filha do também ator Simon Ward.

## Vida pessoal
Ward assumiu a homossexualidade em 1996, casando-se em 2000 com a sua companheira Rena Brannan, ainda antes do Reino Unido legalizar os relacionamentos civis do mesmo sexo.

## Filmografia

### Cinema
- Aria - 1985
- Return To Oz - 1985
- Young Sherlock Holmes - 1985
- A Summer Story - 1986
- Young Toscanini - 1988
- Little Dorrit - 1988
- A Demon In My View - 1989
- Una vita scellerata (Benevenuto Cellini) - 1989
- Seduction of a Priest - 1990
- Wuthering Heights - 1992
- Crime & Punishment - 1993
- The Big Fall - 1996
- Bella Donna - 1998
- Crime and Punishment - 2002
- Out of Bounds - 2003
- Book of Blood - 2008
- Jane Eyre (2011) - 2011

### Televisão
- Too Old To Fight - 1981
- A Time Of Indifference - 1987
- Casanova - 1987
- Miss Marple: A Caribbean Mystery - 1989
- The Shell Seekers - 1989
- The Strauss Dynasty - 1990
- Class of '61 - 1991
- Events At Drimaghleen - 1991
- A Dark Adapted Eye - 1992
- Taking Liberty - 1993
- A Village Affair - 1994
- Chillers: Prophecy - 1994
- MacGyver: Lost Treasure of Atlantis - 1994
- Legacy - 1999
- The Inspector Lynley Mysteries - 2001
- Dinotopia - 2002
- Heartbeat - 2004
- Holby City - 2008
- Land Girls *- 2009 Series 1
- Inspector Lewis (Dark Matter) - 2010
- Land Girls - 2010 Series 2

* Vencedora do RTS Television Award, Melhor Actriz